# Jean-Paul Méric
Pour les articles homonymes, voir Méric.
Jean Paul Raymond Méric, né le 21 mai 1943 à Strasbourg dans le Bas-Rhin, est un ingénieur français.

## Biographie
Il fait d'abord des études à Strasbourg, au lycée Louis-Pasteur et au lycée Kléber.
Il entre à l'École polytechnique (promotion X 1963) en 3/2, puis est élève de l' École supérieure d'électricité (sorti en 1968).
Il commence une carrière de chercheur au Service d'Études Nucléaires d'EDF, puis entre en 1970 au Centre d'études et de recherches de l'industrie des liants hydrauliques (CERILH). Il devient directeur du CERILH en 1974.
Il entre en 1985 aux Ciments français. Il y est successivement directeur de la recherche et du développement, directeur de la division Ciments France, puis directeur général adjoint à partir de 1991, et directeur général délégué (du 1/1/2010 au 11/4/2013). Au cours de cette longue période, il supervise à tour de rôle la quasi-totalité des filiales internationales du groupe, en France, en Belgique, en Espagne, au Maroc, en Turquie et en Amérique du Nord.
En juin 2008, il a été élu pour une durée de deux ans président du CEMBUREAU, l'association européenne des industries cimentières.
Le 11 avril 2013, à la suite d'une Assemblée Générale des actionnaires, Jean-Paul Méric devient président du conseil d'administration des Ciments Français à la place de Yves-René Nanot. Son ancien adjoint, Fabrizio Donegà (49 ans), est nommé au poste de Directeur général délégué.
Le loisir principal de Jean-Paul Méric est la chasse, qu'il a pratiqué notamment en Belgique et en Turquie.